# Uncol
Uncol är ett släkte av svampar. Uncol ingår i familjen Uncolaceae, ordningen Pucciniales, klassen Pucciniomycetes, divisionen basidiesvampar och riket svampar.
| Uncol | \| \| Uncol diazii \| \| \| \| |
|       | \| \| Uncol diazii \| \| \| \| |
|       | Calidion                       |
|       |                                |
|       | Uncol diazii                   |
|       |                                |

|  | Uncol diazii |
|  |              |